# Стів Форрест
Стів Форрест (англ. Steve Forrest; нар. 25 вересня 1986, Модесто, Каліфорнія, США) — екс-ударник гурту Placebo, вокаліст гурту Planes. Прийшов до гурту Placebo після того як її покинув Стів Г'юїтт. У 2015 році покинув гурт «для задоволення особистих музичних амбіцій».

## Біографія
Стів народився у Модесто (штат Каліфорнія). З творчої біографії Форреста відомо, що він починав свій шлях з 2001 року в гурті Holiday (пізніше перейменована в Evaline). Стів познайомився з Placebo у 2006 році, коли Evaline виступала у них на розігріві під час американського турне. Після цього Форрест оголосив своє рішення покинути Evaline в січні 2007 року, але залишався з колишньою гуртом до закінчення їхнього туру по Сполученим Штатам.
За словами самого Стіва, на його свідомість мали істотний вплив такі особистості як Джон Бонем, Деніс Чамберс, Діно Кампанелла (dredg), Елвіс Преслі та його власний батько Марк Форрест. Відповідно, у лист його музичних пристрастей входять: Dredg, The New Amsterdam's, Sigur Rós, Mogwai, Matisyahu, Bear vs. Shark, Джек Вайт, Hieroglyphics, Mac Dre, Pink Floyd.
За словами Стіва Форреста, він почув групу Placebo на початку 2006 року, коли він разом з Evaline знаходився в турне. Він захопився їхньою безпосередністю і говорить, що це чудово — грати з такими прекрасними людьми.